# Sága

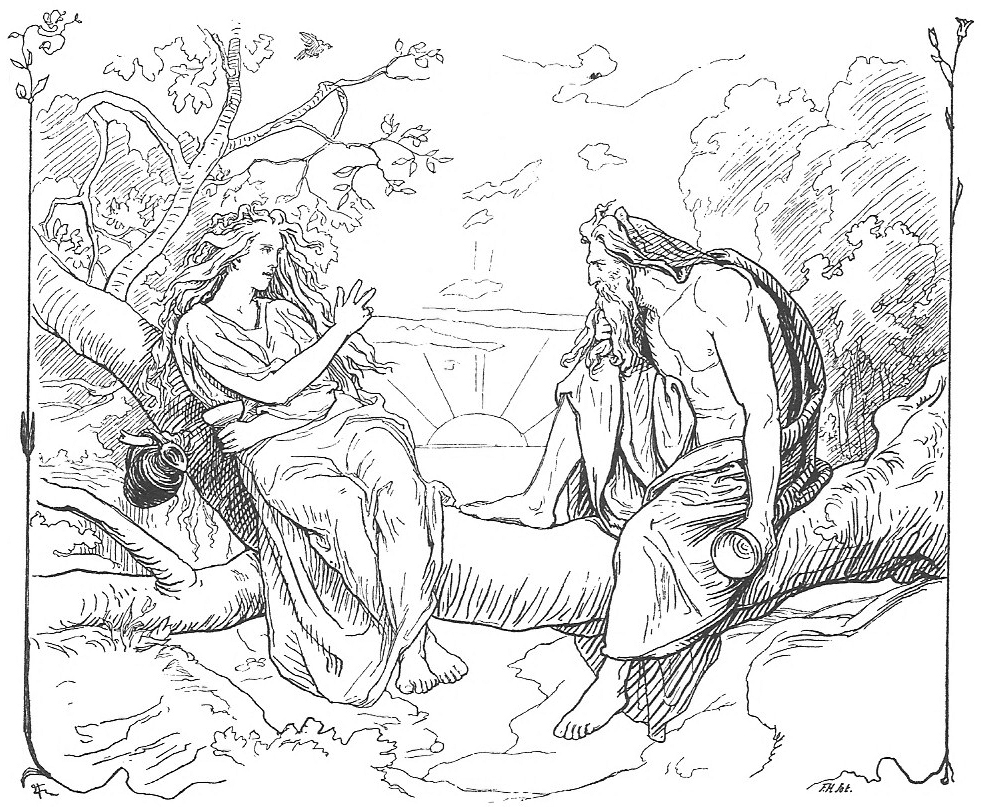
Sága en Odin, 1895

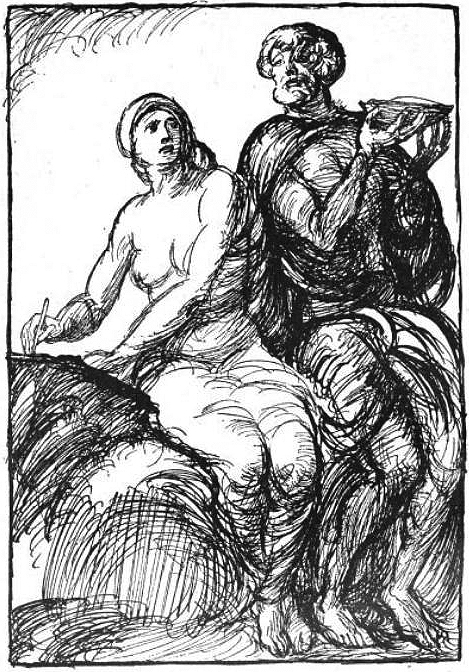
Sága en Odin drinken, 1919

Sága is de tweede Asin in de Noordse mythologie. Zij verblijft in haar kristallen paleis Sökkvabekkr "en dat is een belangrijke plaats". Afhankelijk van de etymologie kan ze worden geïnterpreteerd als de godin van het water, als de godin van legendes en verhalen, of als een ziener. Odin, haar geliefde, bezocht haar elke dag om haar zijn belevenissen te vertellen, waarbij ze samen op de hoge troon van Saga uitkeken over de wereld, terwijl ze dronken uit gouden bekers. Ze zong over het heden, verleden en toekomst van de wereld en over de grootse daden van goden en helden.
| Sökkvabekkr heitir inn fjórði, en þar svalar knegu unnir yfir glymja; þar þau Óðinn ok Sága drekka um alla daga glöð ór gullnum kerum. Grímnismál 7, Versie van Guðni Jónsson | Sökvabek de vierde; er stroomt daar koel en bruisend de brandende zee; Odin en Saga daar elke dag klinken met gouden bokaal. Grímnismál 7, Versie van Dr. Jan de Vries | Verzonken Bank heet de vierde waar koele golven overheen zullen bulderen. Daar drinken Odin en Saga iedere dag opgeruimd uit gouden bekers. Grímnismál 7 , Versie van Marcel Otten |  |